# Jaan Rääts
Jaan Rääts opr. (Jaan Petrovich Ryaets) (født 15. oktober 1932 i Tartu, Estland, død 25. december 2020) var en estisk komponist, pianist, lærer og lydtekniker.
Rääts studerede klaver og komposition på Musikkonservatoriet i Tallinn hos bl.a. Heino Eller.
Han har skrevet otte symfonier, orkesterværker, 20 solokoncerter for mange instrumenter, kammermusik etc.
Rääts hører til de ledende komponister i Estland i nutiden, og har undervist på Musik Akademiet i Estland.

## Udvalgte værker
- Symfoni nr. 1 (1957) - for orkester
- Symfoni nr. 2 (1958, Rev. 1987) - for orkester
- Symfoni nr. 3 (1959) - for orkester
- Symfoni nr. 4 "Kosmisk" (1961) - for orkester
- Symfoni nr. 5 (1966) - for orkester
- Symfoni nr. 6 (1967) - for orkester
- Symfoni nr. 7 (1972) - for orkester
- Symfoni nr. 8 (1985) - for orkester